# پدر (فیلم ۲۰۲۰)
پدر (به انگلیسی: The Father) یک فیلم درام فرانسوی-انگلیسی به نویسندگی و کارگردانی فلوریان زلر که در سال ۲۰۲۰ منتشر شد فیلمنامه بر اساس نمایشنامه سال ۲۰۱۲ به نام پدر ساخته شده‌است. بازیگران اصلی فیلم آنتونی هاپکینز، الیویا کلمن، مارک گیتیس، ایموجن پوتس، روفس سوئل و اولیویا ویلیامز هستند. این فیلم داستان یک پیرمردی را روایت می‌کند که باید با پیشرفت از دست دادن حافظه خود مقابله کند. این فیلم در نود و سومین دوره جوایز اسکار در شش بخش نامزد دریافت این جایزه شد که دو جایزه اسکار بهترین فیلم‌نامه اقتباسی و بهترین بازیگر نقش اول مرد برای (آنتونی هاپکینز) را به دست آورد.

## بازیگران
- آنتونی هاپکینز در نقش آنتونی
- الیویا کلمن در نقش آن
- روفس سوئل در نقش پل
- ایموجن پوتس در نقش لورا
- اولیویا ویلیامز در نقش کاترین (زن ناشناس اول فیلم)
- مارک گیتیس در نقش بیل (مرد ناشناس اول فیلم)

## تولید
تصویربرداری اصلی از ۱۳ مه ۲۰۱۹ آغاز شد. مکان. های فیلمبرداری شامل استودیوهای فیلم غرب لندن و هیز، هیلینگدون بود.

## انتشار فیلم
اولین نمایش جهانی این فیلم در جشنواره فیلم ساندنس در ۲۷ ژانویه ۲۰۲۰ بود. پیش از این کمپانی‌های سونی پیکچرز کلاسیکس و لاینزگیت فیلمز به ترتیب حق پخش فیلم‌های ایالات متحده و انگلیس را به دست آوردند. همچنین در جشنواره بین‌المللی فیلم تورنتو در ۱۴ سپتامبر ۲۰۲۰ و در اکتبر ۲۰۲۰ در جشنوارهٔ‌های فیلم بفا به نمایش درآمد. این فیلم در ۱۸ دسامبر ۲۰۲۰ در ایالات متحده آمریکا و در ۸ ژانویه ۲۰۲۱ در انگلستان منتشر شد.

## پاسخ انتقادی
در وب‌سایت جمع‌آوری نقد راتن تومیتوز گزارش می‌دهد که ۹۸ درصد از ۲۷۹ منتقد، با میانگین امتیاز ۸٫۷ از ۱۰ مثبت بوده‌اند. اجماع منتقدان این وب‌سایت می‌گوید: «فیلم پدر با بازی‌های خیره‌کننده و کارگردانی هنرمندانه توسط نویسنده-کارگردان فلوریان زلر، تصویری زیبا از زوال عقل ارائه می‌کند. نظر منتقدان، نشان دهنده «تحسین جهانی» است. طبق گزارشات ۸۴ درصد از مخاطبان به فیلم نمره مثبت دادند.

## باکس آفیس
این فیلم ۲٫۱ میلیون دلار در ایالات متحده و کانادا، و ۲۶٫۱ میلیون دلار در سایر مناطق، برای مجموع ۲۸٫۴ میلیون دلار در سراسر جهان به دست آورد. در افتتاحیه آخر هفته فیلم در ایالات متحده، فیلم از ۸۶۵ سینما ۴۳۳٫۶۱۱ دلار به دست آورد و در گیشه هشتم شد. آخر هفته پس از شش نامزدی اسکار، این فیلم ۳۵۵٫۰۰۰ دلار از ۹۳۷ سینما به دست آورد. پس از دو جایزه اسکار، این فیلم از ۷۱۳ سینما ۱۴۷٫۰۰۰ دلار به دست آورد که مجموعاً ۱٫۹ میلیون دلار درآمد داشت.